# 酒井乃碧
酒井 乃碧（さかい のあ）は、日本の女性声優。

## 出演作品

### テレビアニメ
- ミッフィーのせかいりょこう（2007年、ミッフィー）
- うさぎドロップ（2011年、二谷コウキ[1][2]）
- 黒子のバスケ（2012年、小学生）

### 特撮
- ウルトラマンメビウス